# Ольшевка (Цехановський повіт)
Ольшевка (пол. Olszewka) — село в Польщі, у гміні Сонськ Цехановського повіту Мазовецького воєводства.
Населення — 108 осіб (2011).
У 1975-1998 роках село належало до Цехановського воєводства.

## Демографія
Демографічна структура станом на 31 березня 2011 року:
|          | Загалом | Допрацездатний вік | Працездатний вік | Постпрацездатний вік |
| -------- | ------- | ------------------ | ---------------- | -------------------- |
| Чоловіки | 53      | 10                 | 37               | 6                    |
| Жінки    | 55      | 15                 | 32               | 8                    |
| Разом    | 108     | 25                 | 69               | 14                   |